# Svetovno prvenstvo v nogometu 2018 - kvalifikacije (OFC)
Kvalifikacije Oceanije za Svetovno prvenstvo v nogometu 2018 v Rusiji je nogometni turni za reprezentance, ki so članice Nogometne konfederacije Oceanije (OFC). Število ekip, ki se lahko uvrsti na prvenstvo je 0 ali 1 (1 preko med-konfederacijskih kvalifikacij).

## Format
Kvalifikacije so igrajo v treh krogih:
- Prvi krog: Ameriška Samoa, Cookovi otoki, Samoa in Tonga bodo igrali turnir v državi. Zmagovalec napreduje v drugi krog.
- Drugi krog (t.i. OFC Pokal narodov): 8 ekip, tudi zmagovalec prvega kroga, igrajo turnir v državi. Razdeljeni so v dve skupini po štiri ekipe. Prve tri ekipe iz vsake skupine napreduje v tretji krog kvalifikacij. Prvi dve se še tudi pomerita v polfinalu in finalu, kjer se določi prvak OFC Pokala narodov, ki bo igral tudi na Pokalu konfederacij 2017.
- Tretji krog: Šest ekip iz drugega kroga je razdeljenih v dve skupini po tri. Tekme igrajo doma in v gosteh. Zmagovalca skupin se pomerita v dveh tekmah, zmagovalec pa nato napreduje na med-konfederacijske kvalifikacije, kjer igra tekmi s peto uvrščeno ekipo CONMEBOL-a.

## Udeleženci
Vseh 11 reprezentanc članic OFC in FIFE začne kvalifikacije. Štiri najnižje uvrščene ekipe na FIFA svetovni lestvici začnejo tekmovanje v prvem krogu, medtem ko ostalih sedem v drugem krogu.
| Začnejo v drugem krogu                                                                                              | Tekmujejo v prvem krogu                          |
| --- | ------------------------------------------------ |
| - Fidži - Nova Kaledonija - Nova Zelandija - Papua Nova Gvineja - Salomonovi otoki - Francoska Polinezija - Vanuatu | - Ameriška Samoa - Cookovi otoki - Samoa - Tonga |

## Razpored
Razpored tekmovanja je opredeljen spodaj:
| Krog                           | Tekma     | Datum                   |
| ------------------------------ | --------- | ----------------------- |
| Prvi krog                      | Tekme 1   | 31. avgust 2015         |
| Prvi krog                      | Tekme 2   | 2. september 2015       |
| Prvi krog                      | Tekme 3   | 4. september 2015       |
| Drugi krog (OFC Pokal narodov) | Tekme 1   | 28.–29. maj 2016        |
| Drugi krog (OFC Pokal narodov) | Tekme 2   | 31. maj – 1. junij 2016 |
| Drugi krog (OFC Pokal narodov) | Tekme 3   | 4.–5. junij 2016        |
| Drugi krog (OFC Pokal narodov) | Polfinale | 8. junij 2016           |
| Drugi krog (OFC Pokal narodov) | Finale    | 11. junij 2016          |

| Krog        | Tekma              | Datum                          |
| ----------- | ------------------ | ------------------------------ |
| Tretji krog | Tekme 1            | 7.–15. november 2016           |
| Tretji krog | Tekme 2            | 7.–15. november 2016           |
| Tretji krog | Tekme 3            | 20.–28. marec 2017             |
| Tretji krog | Tekme 4            | 20.–28. marec 2017             |
| Tretji krog | Tekme 5            | 5.–13. junij 2017              |
| Tretji krog | Tekme 6            | 5.–13. junij 2017              |
| Tretji krog | Finale prva tekma  | 28. avgust – 5. september 2017 |
| Tretji krog | Finale druga tekma | 28. avgust – 5. september 2017 |

Med-konfederacijske se bodo igrale med 6.–14. novembrom 2017.

## Prvi krog
Gostiteljica turnirja je bila Tonga.

### Kriteriji
Kot v obliki ligi, razvrstitev ekip v vsaki skupini temelji na naslednjih merilih:
1. Točke (3 točke za zmago, 1 točka za neodločen izid, 0 točk za poraz)
2. Gol razlika
3. Doseženi goli
4. Točke v tekmah med izenačenimi ekipami
5. Gol razlika v tekmah med izenačenimi ekipami
6. Doseženi goli v tekmah med izenačenimi ekipami
7. Doseženi goli v gosteh v tekmah med izenačenimi ekipami
8. Fair play točke
  - Prvi rumeni karton: minus 1 točka
  - Posredno rdeči karton (drugi rumeni karton): minus 3 točke
  - Neposredni rdeči karton: minus 4 točke
  - Rumeni karton in neposredno rdeči karton: minus 5 točk
9. Žreb s strani organizacijskega odbora FIFA.

| POZ | Ekipa          | ŠT | Z | R | P | DG | PG | GR | Točke | Opombe                 |     | Samoa | Ameriška Samoa | Cookovi otoki | Tonga |
| 1   | Samoa          | 3  | 2 | 0 | 1 | 6  | 3  | +3 | 6     | Uvrstitev v Drugi krog | —   | 3–2   | —              | —             |       |
| 2   | Ameriška Samoa | 3  | 2 | 0 | 1 | 6  | 4  | +2 | 6     |                        | —   | —     | 2–0            | —             |       |
| 3   | Cookovi otoki  | 3  | 2 | 0 | 1 | 4  | 2  | +2 | 6     | 1–0                    | —   | —     | —              |               |       |
| 4   | Tonga          | 3  | 0 | 0 | 3 | 1  | 8  | –7 | 0     | 0–3                    | 1–2 | 0–3   | —              |               |       |

Vir:[ FIFA]

## Drugi krog
Žreb drugega kroga je potekal 25. julija 2015, ob 18:00 (UTC+3), v Konstantinovsky Palace v Strelni, v Sankt Peterburgu, v Rusiji.
Kvalifikacije so se igrale v okviru OFC Pokala narodov 2016, ki ga je gostila Papuanska Nova Gvineja. 

### Kriteriji
Kriteriji so enaki kot v prvem krogu.

#### Skupina A
| POZ | Ekipa                | ŠT | Z | R | P | DG | PG | GR  | Točke | Opombe                                   |   | Papua Nova Gvineja | Nova Kaledonija | Francoska Polinezija | Samoa |
| 1   | Papua Nova Gvineja   | 3  | 1 | 2 | 0 | 11 | 3  | +8  | 5     | Uvrstitev v Izločilni del in Tretji krog | — | 1–1                | 2–2             | 8–0                  |       |
| 2   | Nova Kaledonija      | 3  | 1 | 2 | 0 | 9  | 2  | +7  | 5     | Uvrstitev v Izločilni del in Tretji krog | — | —                  | —               | 7–0                  |       |
| 3   | Francoska Polinezija | 3  | 1 | 2 | 0 | 7  | 3  | +4  | 5     | Uvrstitev v Tretji krog                  | — | 1–1                | —               | 4–0                  |       |
| 4   | Samoa                | 3  | 0 | 0 | 3 | 0  | 19 | –19 | 0     |                                          | — | —                  | —               | —                    |       |

Vir:[ FIFA]

#### Skupina B
| POZ | Ekipa            | ŠT | Z | R | P | DG | PG | GR | Točke | Opombe                                   |     | Nova Zelandija | Salomonovi otoki | Fidži | Vanuatu |
| 1   | Nova Zelandija   | 3  | 3 | 0 | 0 | 9  | 1  | +8 | 9     | Uvrstitev v Izločilni del in Tretji krog | —   | 1–0            | 3–1              | —     |         |
| 2   | Salomonovi otoki | 3  | 1 | 0 | 2 | 1  | 2  | –1 | 3     | Uvrstitev v Izločilni del in Tretji krog | —   | —              | 0–1              | —     |         |
| 3   | Fidži            | 3  | 1 | 0 | 2 | 4  | 6  | –2 | 3     | Uvrstitev v Tretji krog                  | —   | —              | —                | 2–3   |         |
| 4   | Vanuatu          | 3  | 1 | 0 | 2 | 3  | 8  | –5 | 3     |                                          | 0–5 | 0–1            | —                | —     |         |

Vir:[ FIFA]

### Izločilni del
Rezultati v izločilnem delu nimajo vpliva na ekipe kvalificirane v tretji krog.
|  | Polfinale          | Polfinale          |      |  | Finale              | Finale |  |
|  |                    |                    |      |  |                     |        |  |
|  | 8. junij           |                    |      |  |                     |        |  |
|  | Nova Zelandija     | 1                  |      |  |                     |        |  |
|  | Nova Kaledonija    | 0                  |      |  |                     |        |  |
|  |                    |                    |      |  |                     |        |  |
|  |                    |                    |      |  | 11. junij           |        |  |
|  |                    |                    |      |  | Nova Zelandija (ks) | 0(4)   |  |
|  |                    | Papua Nova Gvineja | 0(2) |  |                     |        |  |
|  |                    |                    |      |  |                     |        |  |
|  |                    |                    |      |  |                     |        |  |
|  |                    |                    |      |  |                     |        |  |
|  | 8. junij           |                    |      |  |                     |        |  |
|  | Papua Nova Gvineja | 2                  |      |  |                     |        |  |
|  | Salomonovi otoki   | 1                  |      |  |                     |        |  |

## Tretji krog
Žreb tretjega kroga je potekal 8. julija 2016, ob 11:00 (UTC+12), na sedežu OFC v Aucklandu, na Novi Zelandiji.

### Kriteriji
Kriteriji so enaki kot v prvem in drugem krogu.

#### Skupina A
| POZ | Ekipa           | ŠT | Z | R | P | DG | PG | GR | Točke | Opombe                 |     | Nova Zelandija | Nova Kaledonija | Fidži |
| 1   | Nova Zelandija  | 2  | 1 | 1 | 0 | 2  | 0  | +2 | 4     | Uvrstitev v Finale OFC | —   | 2–0            | T4              |       |
| 2   | Nova Kaledonija | 2  | 0 | 1 | 1 | 0  | 2  | –2 | 1     |                        | 0–0 | —              | T6              |       |
| 3   | Fidži           | 0  | 0 | 0 | 0 | 0  | 0  | 0  | 0     | T3                     | T5  | —              |                 |       |

Tekme odigrane 13. novembra 2016. Vir:[ FIFA]

#### Skupina B
| POZ | Ekipa                | ŠT | Z | R | P | DG | PG | GR | Točke | Opombe                 |     | Francoska Polinezija | Salomonovi otoki | Papua Nova Gvineja |
| 1   | Francoska Polinezija | 2  | 1 | 0 | 1 | 3  | 1  | +2 | 3     | Uvrstitev v Finale OFC | —   | 3–0                  | T4               |                    |
| 2   | Salomonovi otoki     | 3  | 1 | 0 | 2 | 1  | 2  | –1 | 3     |                        | 1–0 | —                    | T5               |                    |
| 3   | Papua Nova Gvineja   | 0  | 0 | 0 | 0 | 0  | 0  | 0  | 0     | T3                     | T6  | —                    |                  |                    |

Tekme odigrane 13. novembra 2016. Vir:[ FIFA]

### Finale OFC
Zmagovalec napreduje v med-konfederacijske kvalifikacije.
| Ekipa 1                            | Skupni rezultat | Ekipa 2                            | 1. tekma    | 2. tekma    |
| ---------------------------------- | --------------- | ---------------------------------- | ----------- | ----------- |
| Tretji krog Skupina A/B zmagovalec |                 | Tretji krog Skupina A/B zmagovalec | 28. avg '17 | 5. sept '17 |

## Med-konfederacijske kvalifikacije
| Ekipa 1      | Skupni rezultat | Ekipa 2           | 1. tekma   | 2. tekma    |
| ------------ | --------------- | ----------------- | ---------- | ----------- |
| OFC 1. mesto | Play-off 2      | CONMEBOL 5. mesto | 6. nov '17 | 14. nov '17 |

## Strelci
Igralci s krepko še vedno sodelujejo v tekmovanju.
5 golov
- Raymond Gunemba

4 goli
- Taylor Saghabi
- Chris Wood
- Teaonui Tehau

3 goli
- Roy Krishna
- Nigel Dabinyaba
- Michael Foster

2 gola
- Demetrius Beauchamp
- Justin Manao
- Roy Kayara
- Rory Fallon
- Marco Rojas
- Johnny Hall
- Andrew Mobberley
- Alvin Tehau

1 gol
- Ryan Aloali'i Mitchell
- Ramin Ott
- Samuela Kautoga
- Joerisse Cexome
- Jefferson Dahite
- Bertrand Kaï
- Kevin Nemia
- Jean-Philippe Saïko
- Jean-Brice Wadriako
- César Zeoula
- Luke Adams
- Kosta Barbarouses
- Michael McGlinchey
- Themistoklis Tzimopoulos
- Tommy Semmy
- Koriak Upaiga
- Desmond Fa'aiuaso
- Faitalia Hamilton-Pama
- Jerry Donga
- Judd Molea
- Emmanuel Poila
- Steevy Chong Hue
- Tauhiti Keck
- Sione Uhatahi
- Dominique Fred
- Brian Kaltack
- Fenedy Masauvakalo